# Amtsgericht Dinkelsbühl

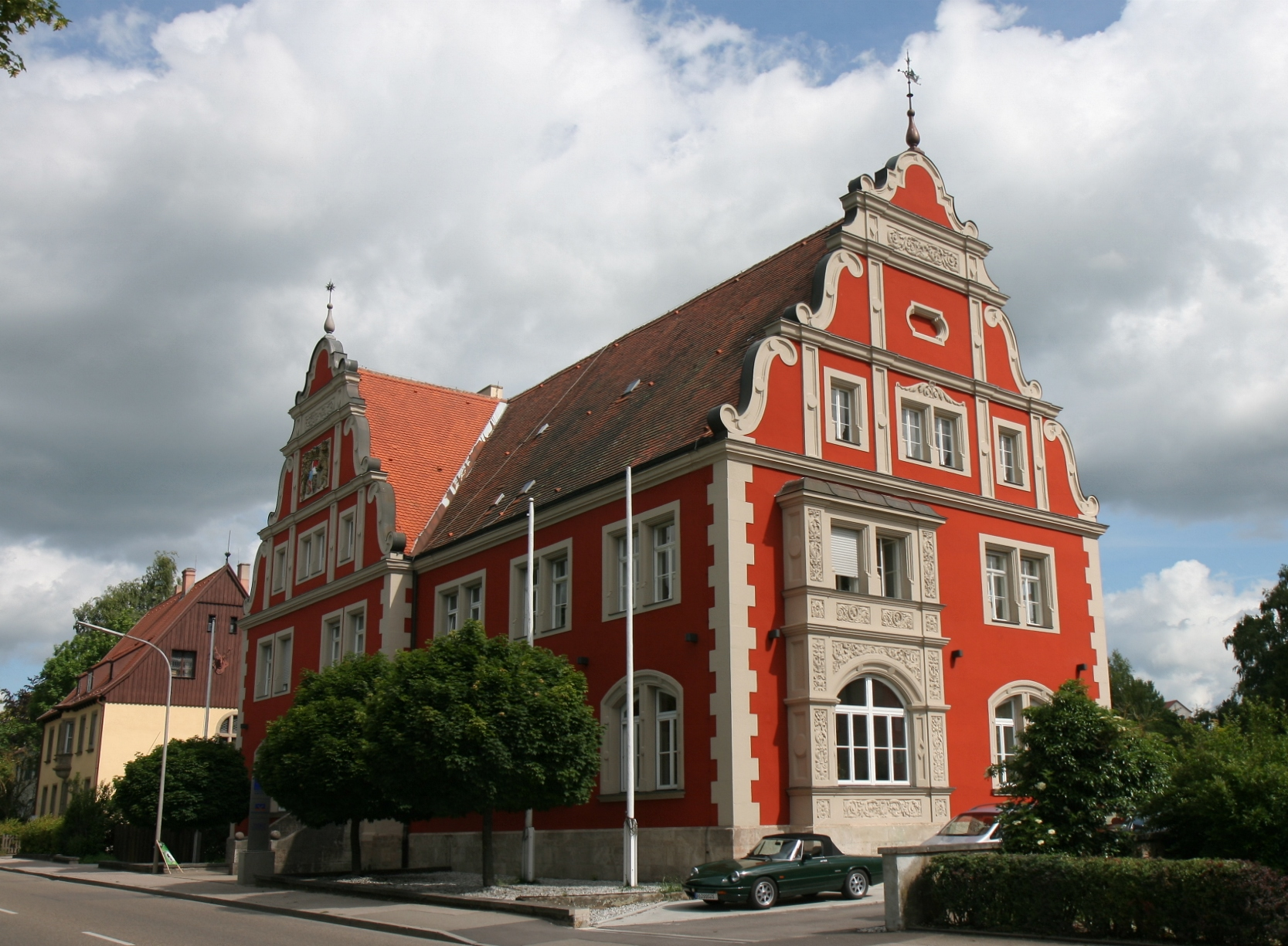
Ehemaliges Gerichtsgebäude (2009)

Das Amtsgericht Dinkelsbühl war von 1879 bis 1973 ein Gericht der ordentlichen Gerichtsbarkeit in Dinkelsbühl in Bayern. Es war dann Zweigstelle des Amtsgerichts Ansbach.

## Geschichte
Im Jahr 1808 wurde im Verlauf der Verwaltungsneugliederung Bayerns ein Landgericht (älterer Ordnung) in der früheren Reichsstadt Dinkelsbühl errichtet. Mit Inkrafttreten des Gerichtsverfassungsgesetzes am 1. Oktober 1879 wurde aus diesem ein Amtsgericht in Dinkelsbühl gebildet, dessen Sprengel identisch mit dem des vorhergehenden Landgerichts Dinkelsbühl war. Mit Wirkung vom 1. Januar 1970 wurde der Bezirk des ehemaligen Amtsgerichts Wassertrüdingen vom Amtsgericht Gunzenhausen abgetrennt und dem Amtsgericht Dinkelsbühl zugelegt.
Das Amtsgericht Dinkelsbühl bestand bis Ende Juni 1973. Die zum 1. Juli 1973 eingerichtete Außenstelle des Amtsgerichts Ansbach wurde 2008 aufgehoben.